# Коларят на смъртта (филм, 1958)
 Тази статия е за филма от 1958 година.  За романа вижте  Коларят на смъртта.  За филма от 1958 година вижте Коларят на смъртта (филм, 1921).
„Коларят на смъртта“ (на шведски: Körkarlen) e шведски филм на ужасите от 1958 година с участието на Ула Якобсон. Филмът е адаптация на романа „Коларят на смъртта“ на Селма Лагерльоф и е римейк на едноименния филм от 1921 година.

## В ролите
- Едвин Адолфсон като Джордж
- Анита Бьорк като госпожа Холм
- Бенгт Брунскуг като Густафсон
- Георг Фант като Дейвид Холм
- Ула Якобсон като Едит
- Иса Куенсел като Мария

## Номинации
- Номинация за Златна мечка за най-добър филм от Международния кинофестивал в Берлин през 1959 година.[1]